# Таркапчигайська гребля
Таркапчигайська гребля — гідротехнічна споруда в Узбекистані.
Греблю звели у 1987 році на річці Таркапчигай у верхній ділянці її течії, що лежить між водороздільною частиною Гісарського хребта (має тут назву гори Тюбере-Оланд) і грядами куест, що тягнуться паралельно та північніше від хребта (в подальшому Таркапчигай прорізає ці куести та вже в межах Туркменістану розбирається на зрошення, не доходячи до Амудар'ї).
У межах проєкту долину річки перекрили насипною греблею завдовжки близько трьох сотень метрів, що утримує сховище з площею поверхні 0,69 км2 та об'ємом 1,25 млн м3, з яких 1,1 млн м3 належать до корисного.